# Nole
Nole (Pronounced "Nolay") là một đô thị ở tỉnh Torino trong vùng Piedmont, có vị trí cách khoảng 25 km về phía tây bắc của Torino. Tại thời điểm ngày 31 tháng 12 năm 2004, đô thị này có dân số 6.447 người và diện tích là 11,3 km².
Nole giáp các đô thị: Corio, Rocca Canavese, Grosso, San Carlo Canavese, Villanova Canavese, Cirié, Fiano, và Robassomero.